# 马西伊勒沙泰勒
马西伊勒沙泰勒（法語：Marcilly-le-Châtel，法語發音：[maʁsiji lə ʃatɛl]）是法国卢瓦尔省的一个市镇，属于蒙布里松区。

## 地理
马西伊勒沙泰勒（45°41'42"N, 4°2'14"E）面积16.32 平方千米，位于法国奥弗涅-罗讷-阿尔卑斯大区卢瓦尔省，该省份为法国中南部省份，北起顺时针与索恩-卢瓦尔省、罗讷省、伊泽尔省、阿尔代什省、上盧瓦爾省、多姆山省和阿列省接壤。
与马西伊勒沙泰勒接壤的市镇（或旧市镇、城区）包括：沙兰迪佐尔、马尔库、蒙凡尔登、普拉隆、圣博内勒库罗。

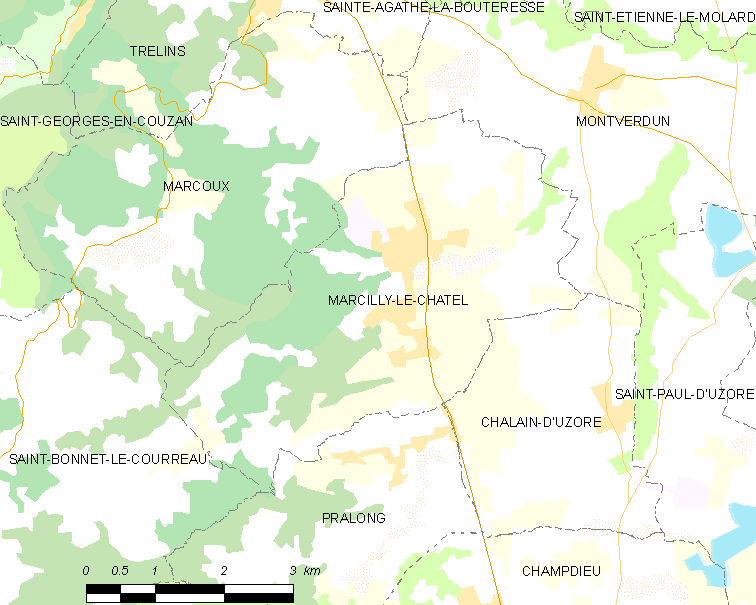
马西伊勒沙泰勒的OSM定位图

马西伊勒沙泰勒的时区为UTC+01:00、UTC+02:00（夏令时）。

## 行政
马西伊勒沙泰勒的邮政编码为42130，INSEE市镇编码为42134。

## 政治
马西伊勒沙泰勒所属的省级选区为利尼翁河畔博安县。

## 人口

1962-2008年间马西伊勒沙泰勒人口变化图示

马西伊勒沙泰勒于2022年1月1日时的人口数量为1395人。